# Дифенбах, Лоренц
Георг Анто́н Ло́ренц Дифенба́х (нем. Georg Anton Lorenz Diefenbach; 19 июля 1806, Остхайм — 28 марта 1883, Дармштадт) — немецкий филолог и беллетрист. Известен как автор выражения «Труд освобождает», которое изначально было названием одного из его сочинений ("Arbeit macht frei"). Впоследствии эта фраза в качестве лозунга была размещена на входе многих нацистских концентрационных лагерей, в том числе над главными воротами нацистского лагеря смерти Аушвиц. 
Был пастором, в 1848 году депутатом франкфуртского парламента.
Из его научных работ важнейшие: 
«Ueber die jetzigen roman. Schriftsprachen» (1831) (online);
«Mittheilungen über eine noch ungedruckte mittelhochdeutsche Bearbeitung des Barlaam u. Josaphat» (1836);
«Celtica» (1839—1842);
«Vergleichendes Wörterbuch der gotbischen Sprache» (1846—1851) (Том 1, Том 2).;
«Vorschule der Völkerkunde und der Bildungsgeschichte» (1847);
«Origines Europaeae» (1861);
«Hoch- und niederdeutsches Wörterbuch» (1874—1885);
«Völkerkunde Ost-Europa’s» (1880).
Кроме того, Дифенбах написал: «Gedichte» (1841), «Novellen» (1856-65) и восемь романов, из которых лучшие: «Die Aristokraten», «Der Vertauschte», «Margarete» и «Arbeit macht frei».